# Grimma
Grimma es una ciudad alemana, ubicada en el Estado Libre de Sajonia. Fundada en torno a 1170, forma parte del distrito de Leipzig.

## Ubicación
Se encuentra al norte de Sajonia, en la margen izquierda del río Mulde. Los centros poblados más cercanos son la ciudad de Leipzig a 25 km al sureste y Wurzen, a 16 km al sur.

## Historia
Grimma es de origen sorbio y fue documentada por primera vez en 1065. Los margraves de Meissen y los electores de Sajonia a menudo residieron en el castillo del pueblo. 

## Personajes ilustres
- Alberto III de Sajonia-Meissen (1443-1500)
- Ulrich Mühe (1953-2007), actor alemán que protagonizó la película Das Leben der Anderen.

## Galería

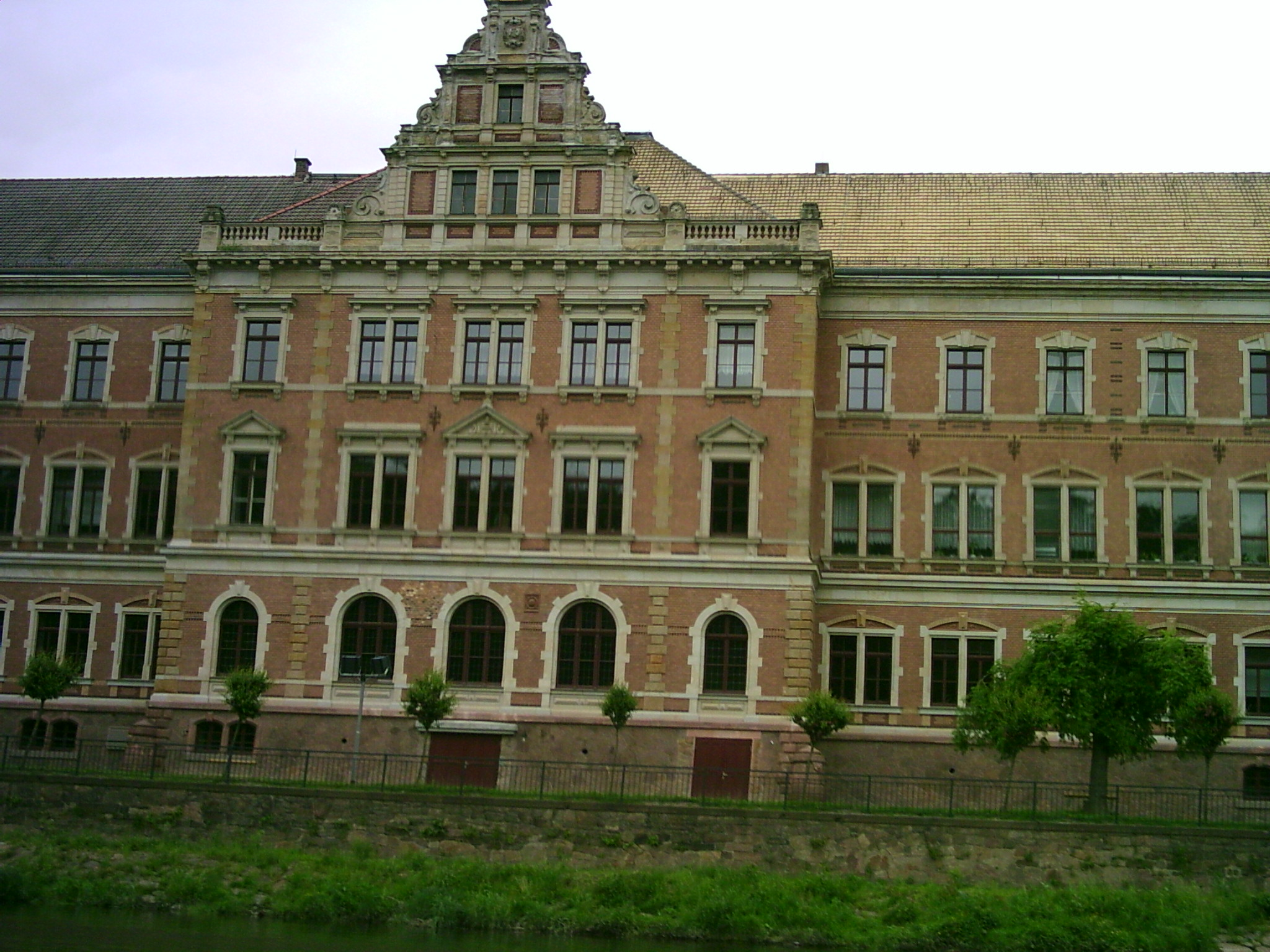
La escuela secundaria San Agustín de Grimma.
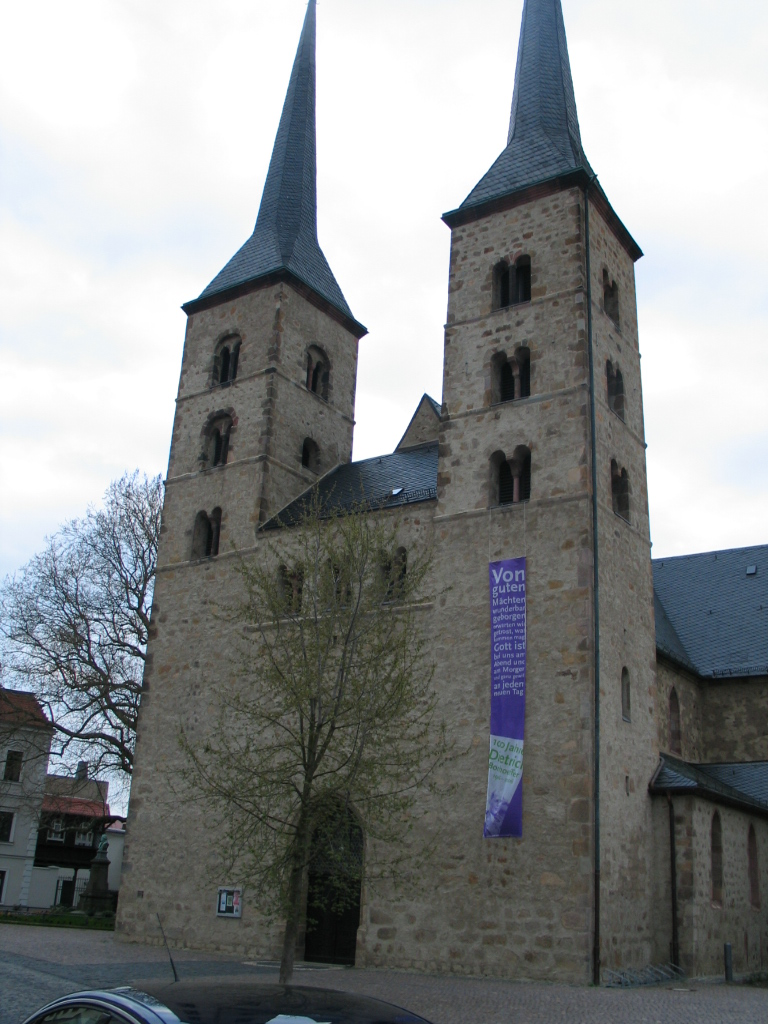
Frauenkirche.
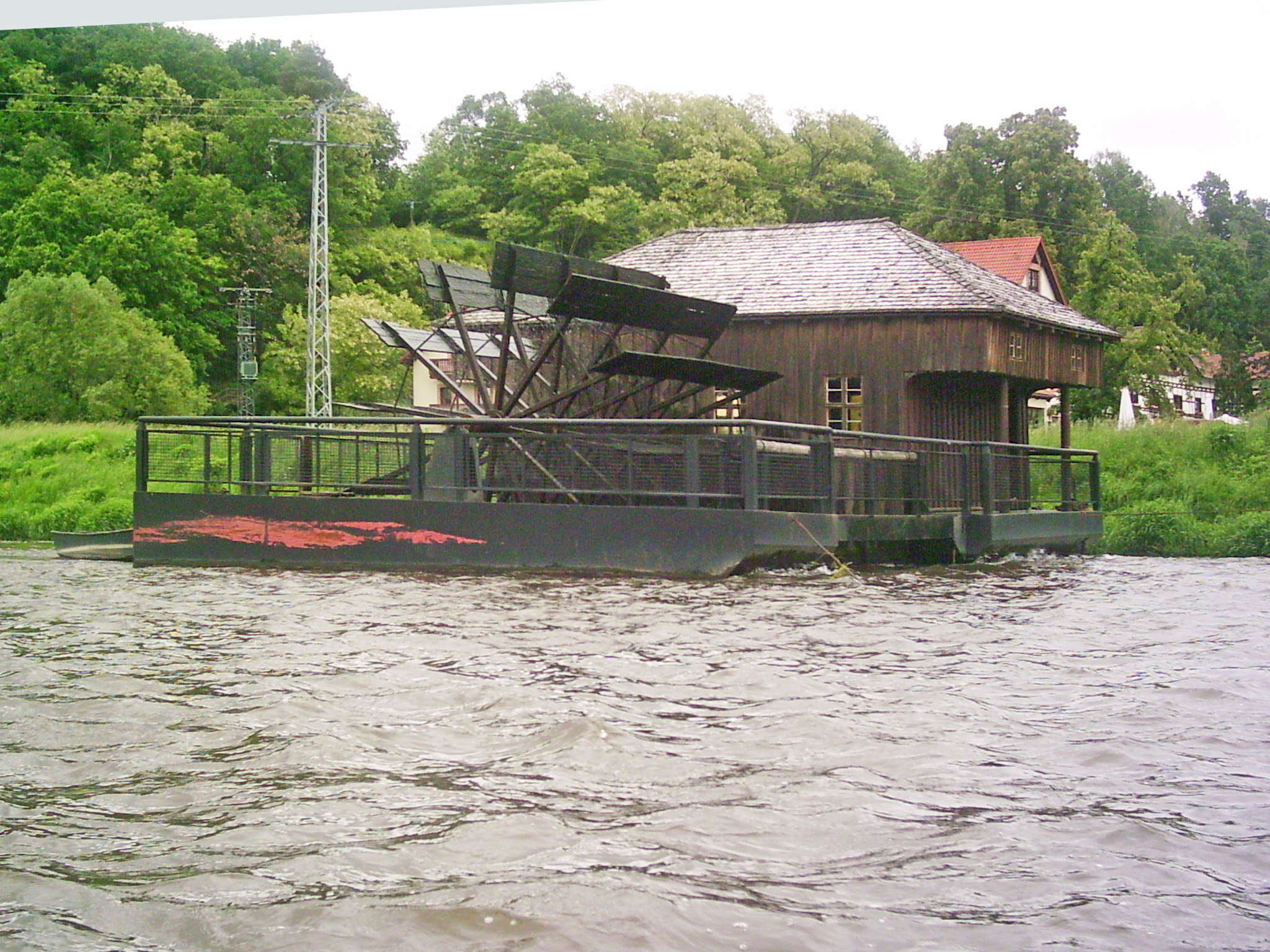
Aserradero Höfgen.
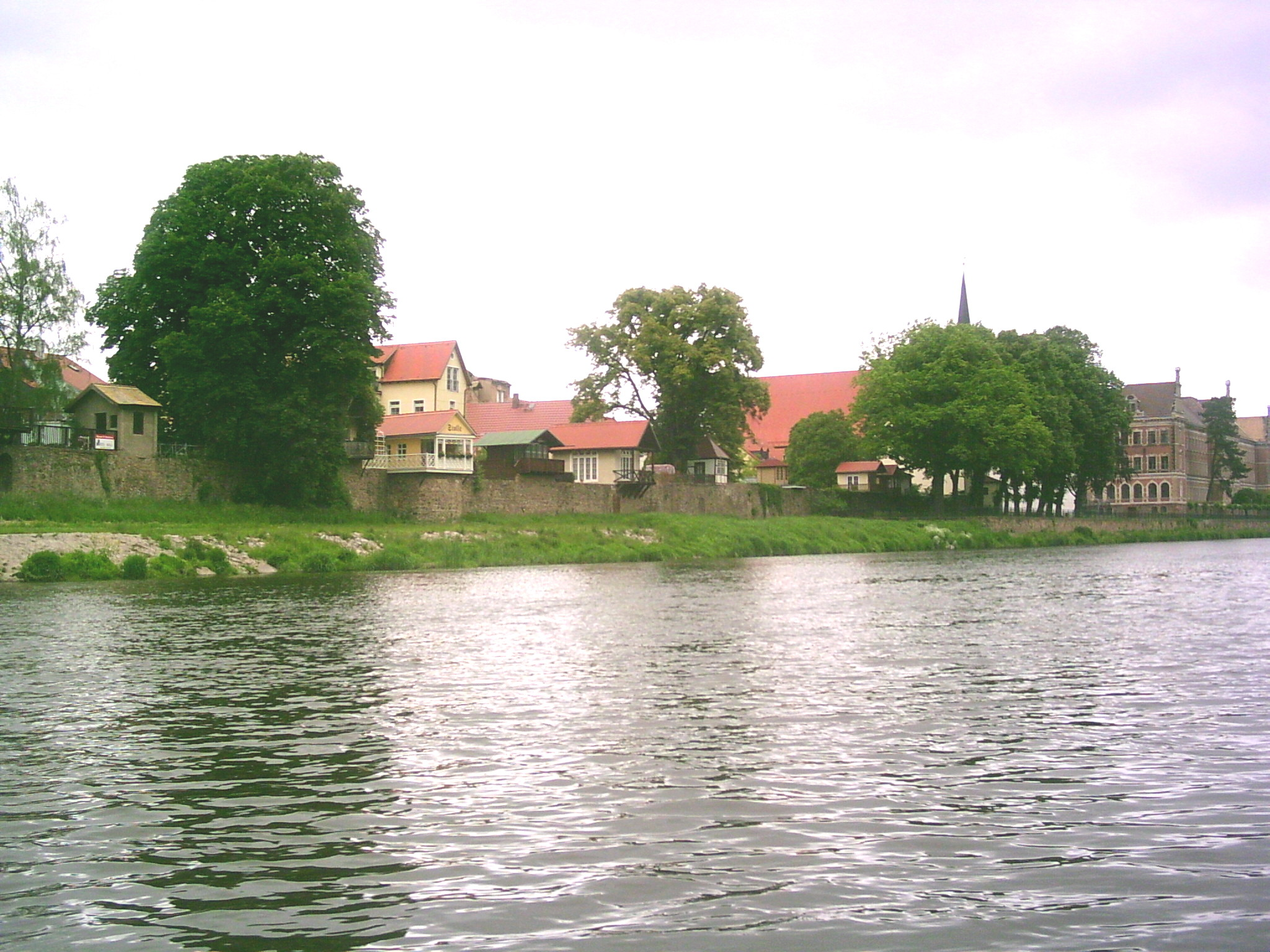
Ciudad antigua vista desde el río Mulde.
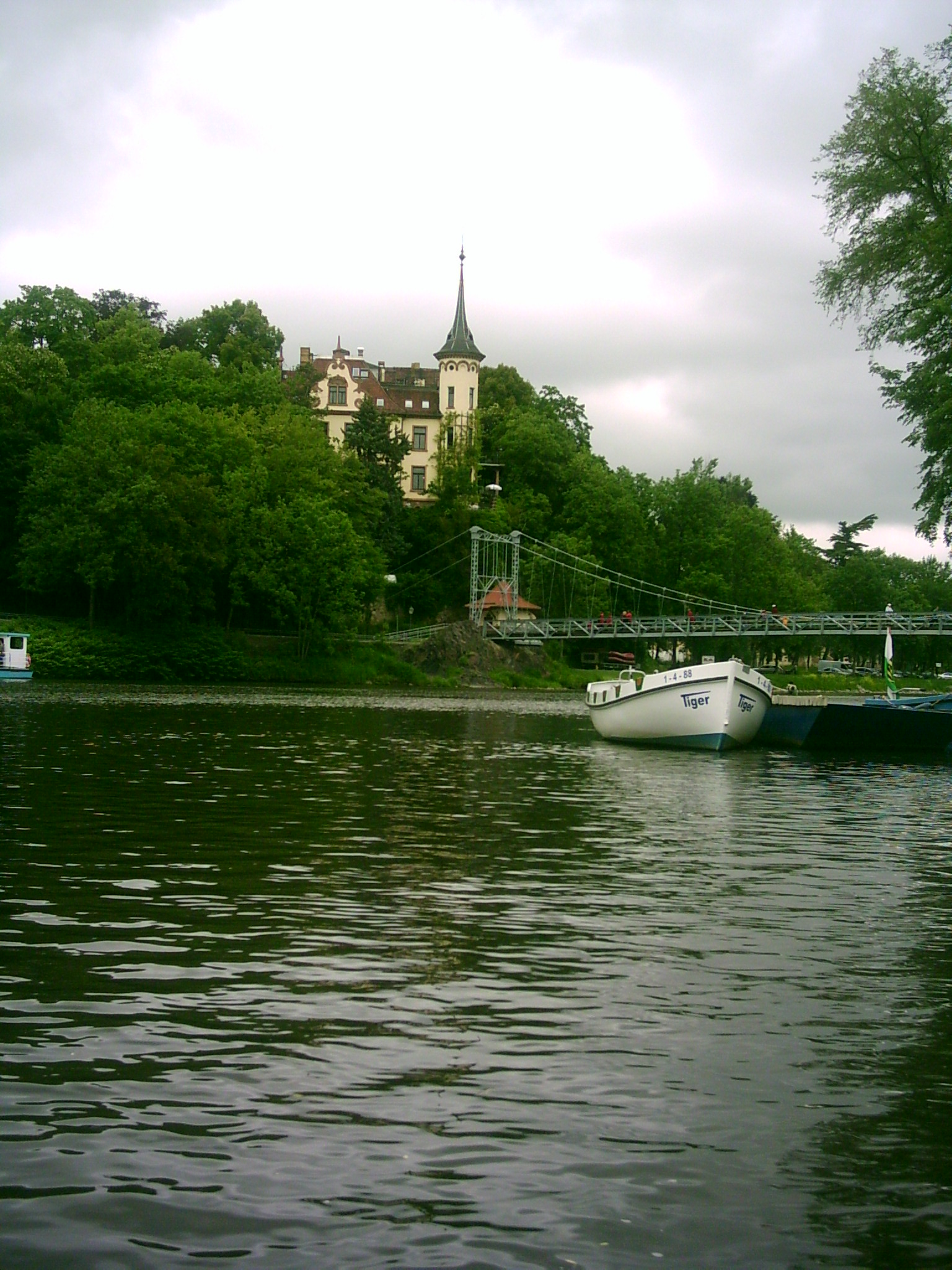
El banco del Mulde.
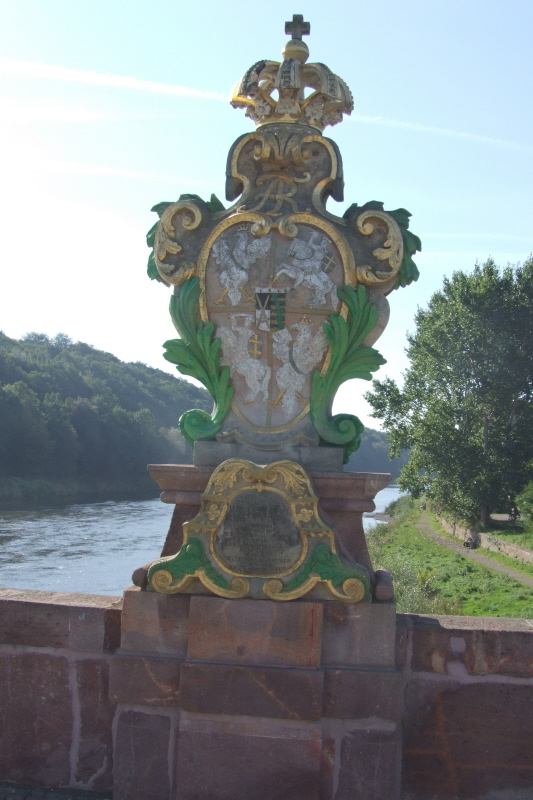
Emblemas en un puente sobre el Mulde en Grimma.
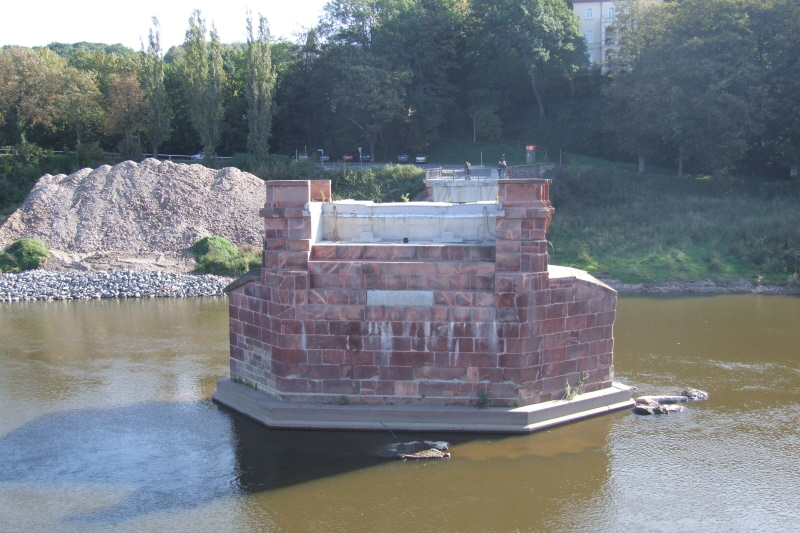
Puente destruido sobre el Mulde en Grimma.
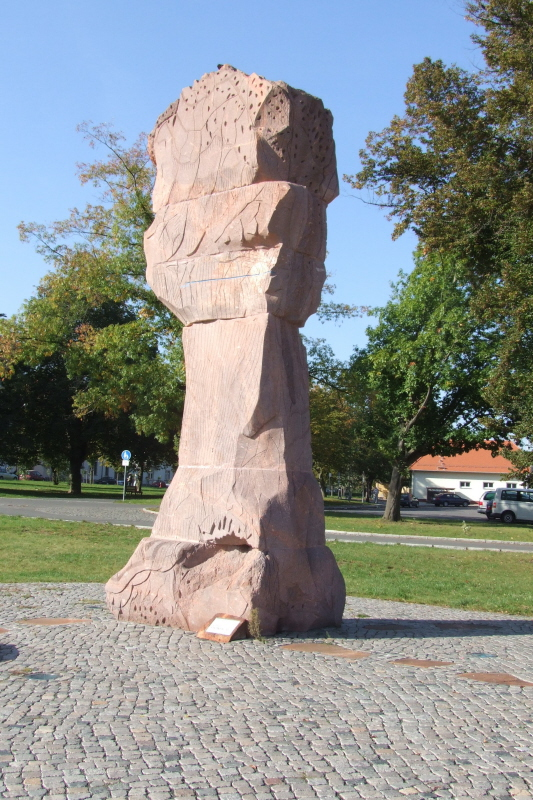
Monumento a los desastres causados por inundaciones de 2002 en Grimma.